# Al Neuharth
Allen H. "Al" Neuharth, född 22 mars 1924 i Eureka, South Dakota, död 19 april 2013 i Cocoa Beach, Florida, var en amerikansk publicist. Han grundade år 1982 tidningen USA Today.
Neuharth gick i skola i Alpena, South Dakota och deltog i andra världskriget i USA:s armé. Efter kriget grundade han tillsammans med Bill Porter veckotidningen SoDak Sports.